# La pantera nera
La pantera nera è un film del 1942 diretto da Domenico Gambino.

## Trama
Due poliziotti vengono uccisi mentre stanno indagando sui loschi traffici che avvengono in un rinomato locale "la pantera nera". Solo un terzo poliziotto più attento riesce a sgominare la banda di malviventi che gestiva il locale e coronare il suo sogno d'amore.

## Distribuzione
Il film venne distribuito nel circuito cinematografico italiano il 22 marzo del 1942.